# Kalenkowszczyzna
Kalenkowszczyzna – dawna wieś. Tereny, na których była położona, leżą obecnie na Białorusi, w obwodzie witebskim, w rejonie brasławskim, w sielsowiecie Dalekie.

## Historia
W czasach zaborów w granicach Imperium Rosyjskiego.
W 1866 wieś prywatna, liczyła 120 mieszkańców, było tu 12 domów
W latach 1921–1939 kolonia leżała w Polsce, w województwie nowogródzkim (od 1926 w województwie wileńskim), w powiecie dziśnieńskim (od 1926 w powiecie brasławskim), w gminie Bohiń.
Według Powszechnego Spisu Ludności z 1921 roku zamieszkiwały tu 62 osoby, 8 było wyznania rzymskokatolickiego, a 54 prawosławnego. Jednocześnie 54 mieszkańców zadeklarowało polską przynależność narodową, a 8 białoruską. Było tu 18 budynków mieszkalnych. W 1931 w 17 domach zamieszkiwało 69 osób.
Wierni należeli do parafii rzymskokatolickiej w Wasiewiczach i prawosławnej w Bohiniu. W 1933 miejscowość podlegała pod Sąd Grodzki w Opsie i Okręgowy w Wilnie; właściwy urząd pocztowy mieścił się w Bohiniu.